# Caecilia marcusi
Caecilia marcusi é uma espécie de anfíbio gimnofiono. É endémica da Bolívia. Julgava-se extinta em 1993, mas foram entretanto feitas novas observações.